# 西畴薹草
西畴薹草（学名：Carex sichouensis）是莎草科薹草属的植物。分布在中国大陆的云南东南部等地，生长于海拔700米至1,700米的地区，多生长在山坡石灰岩石缝中或林下，目前尚未由人工引种栽培。